# Verín (Comarca)
Die Comarca Verín ist eine der zwölf Comarcas der spanischen Provinz Ourense in der Autonomen Gemeinschaft Galicien.

## Lage
Das Gebiet der Comarca liegt im Süden der Provinz Ourense und grenzt dort an Portugal und an Comarcas innerhalb der Provinz Ourense:
|         | Terra de Caldelas                           | Terra de Trives |
| A Limia | Kompassrose, die auf Nachbargemeinden zeigt | Viana           |
|         | Portugal                                    |                 |

## Gliederung
Die Comarca umfasst acht Gemeinden (spanisch Municipios; galicisch Concello) mit einer Gesamtfläche von 1.007,19 km², was 13,85 % der Fläche der Provinz Ourense und 3,41 % der Fläche Galiciens entspricht.
| Gemeinde        | Einwohner (2024) | Fläche km² | Dichte Einw./km² | Cod INE | Postleitzahl |
| --------------- | ---------------- | ---------- | ---------------- | ------- | ------------ |
| Castrelo do Val | 951              | 122,05     | 8                | 32021   | 32625        |
| Cualedro        | 1.586            | 117,62     | 13               | 32028   | 32689        |
| Laza            | 1.164            | 215,91     | 5                | 32039   | 32620        |
| Monterrei       | 2.397            | 119,11     | 20               | 32050   | 32619        |
| Oímbra          | 1.711            | 71,86      | 24               | 32053   | 32613        |
| Riós            | 1.407            | 114,44     | 12               | 32071   | 32610, 32611 |
| Verín           | 13.798           | 94,07      | 147              | 32085   | 32600        |
| Vilardevós      | 1.662            | 152,13     | 11               | 32091   | 32617        |
| Comarca Verín   | 24.676           | 1.007,19   | 24               | –       | –            |